# TEER (in vitro)

Grundsätzliche elektrische Schaltung zur Bestimmung der Impedanz. Der komplexe Widerstand z ist der TEER-Wert der Zellkultur.

Der transepithelische/transendothelische elektrische Widerstand (englisch Transepithelial/Transendothelial Electrical Resistance abgekürzt TEER) ist eine in der Untersuchung von Zellkulturen geläufige Messgröße, die den Wechselstromwiderstand einer flächigen Zellkultur bei einer bestimmten Messfrequenz angibt. Ist die Frequenz nicht genauer spezifiziert, beträgt sie 12,5 Hz. Daneben ist auch 1000 Hz eine typische Messfrequenz, der zugehörige Wert wird als TEER₁₀₀₀ bezeichnet. Die Messung wird in vitro durchgeführt. Eine typische Messanordnung besteht aus einer Zellkultur, die beidseitig von einem flüssigen leitfähigen (Nähr-)Medium benetzt wird. Die beiden Reservoirs des Mediums sind elektrisch nur durch die Zellkultur verbunden und ansonsten gegeneinander isoliert. Ein TEER-Messgerät besitzt zwei Elektroden, von denen jede in eines der beiden Reservoirs eingetaucht wird. Während der Messung wird ein Wechselstrom durch die beiden Elektroden geleitet und Spannung, Strom sowie Phasenverschiebung bestimmt. Daraus kann der Wechselstromwiderstand berechnet werden. Diese Messgröße wird als TEER-Wert bezeichnet. Die typische Anregungsamplitude liegt zwischen 10 und 200 mV.

## Spezifischer Widerstand
Um den gemessenen Widerstand von der Fläche der Zellkultur zu entkoppeln und über verschiedene Kulturen vergleichbar zu machen, wird in der Regel der spezifische Flächenwiderstand durch Multiplikation des Widerstandes mit der Fläche der Zellkultur berechnet. Die Einheit ist [Ωm].

## Anwendung
Der TEER-Wert wird zur Beurteilung des Zustands einer Zellkultur verwendet. So kann damit beispielsweise die Geschlossenheit einer Zellkultur beurteilt werden, da bereits kleine Lücken in der Zellkultur einen deutlichen Abfall der Impedanz verursachen. Damit kann der Abschluss der Reifungsphase der Zellkultur bestimmt werden. Ebenso kann die Auswirkung schädigender Einflüsse von Testsubstanzen auf die Zellkultur in vitro untersucht werden, womit Tierversuche vermieden werden können.

## Alternative Verfahren
Bei mehrlagigen Zellkulturen wird typischerweise ein komplexes elektrisches Ersatzschaltbild als Modell der Kultur entworfen und durch Variation seiner Parameter an die beobachteten Messwerte angepasst. So gelingt es durch einen TEER-Messwert in gewissen Grenzen auf die inneren Parameter und den Aufbau der Zellkultur zurückzuschließen. Bei komplexeren Modellen und für aussagekräftigere Ergebnisse ist der TEER-Wert jedoch nicht hinreichend, da er nur bei einer Anregungsfrequenz bestimmt wird. Die Impedanzspektroskopie ergänzt die TEER-Messung, indem sie für einen weiten Frequenzbereich den Wechselstromwiderstand erfasst und somit eine detailliertere Modellierung der Zellkultur erlaubt.